# Cantoni di Tolone
La città di Tolone è suddivisa in 4 cantoni dell'Arrondissement di Tolone, denominati da Cantone di Tolone-1 a Cantone di Tolone-4, ognuno dei quali comprende una parte della città; il cantone di Tolone-3 comprende anche i comuni di La Valette-du-Var e di Le Revest-les-Eaux
Prima della riforma dei cantoni del 2014, la città era divisa in 9 cantoni, nessun dei quali comprendeva altri comuni.